# 原動力缺乏
原動力缺乏（Loss of Motivation，簡稱LOM），是人類的一種心理狀態。

## 特徵
進入這種狀態的人，可能會出現以下特徵，視乎程度而定：
- 態度散慢，工作效率下降
- 納悶，對很多事都失去興趣
- 抑鬱
- 感到茫然
- 疲乏及瞌睡
- 自我形像低落
- 对既有状态很满足

## 因素
引起原動力缺乏的因素可以包括：
1. 剛完成渴望或難以完成的目標
2. 生活平淡或缺乏興趣
3. 睡眠不足，生活欠規律
4. 沒有人生目標

由因素1所帶來的原動力缺乏可以是一種健康的心理及身理反應，這是意味著身心需要休息的一種提示。
由因素2 - 4所帶來的原動力缺乏為個人價值觀、性格或生活習慣所造成，應通過自我檢討及正面的思想方法去逐漸調整過來。